# Bahamaanse dollar
De dollar is de munteenheid van de Bahama's. Eén dollar is honderd cent.
De Bahamaanse dollar is 1:1 gekoppeld aan de Amerikaanse dollar.
De munteenheid werd in 1966 ingevoerd en loste het Bahamaanse pond, dat vanaf 1936 het Britse pond had vervangen, af.
Er worden munten van 1, 5, 10, 15 (zeldzaam) en 25 cent gebruikt. Het papiergeld is beschikbaar in biljetten van ½ (zeldzaam), 1, 5, 10, 20, 50 en 100 dollar.
Vroeger waren alle bankbiljetten voorzien van een portret van koningin Elizabeth II, maar deze worden meer en meer vervangen door inmiddels gestorven politieke figuren uit de Bahama's.

## Externe links

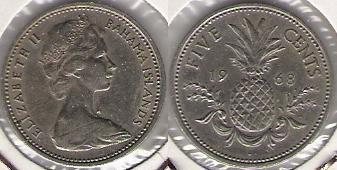
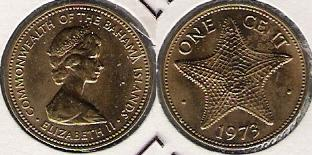
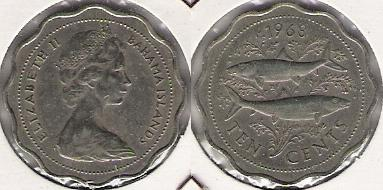